# Det skandinaviske Literaturselskab
Det skandinaviske Literaturselskab var ett litterärt sällskap.
Sällskapet stiftades 1796 i Köpenhamn i Danmark av J.K. Høst, Rasmus Nyerup, Jens Baggesen och Christen Pram. Det omfattade många av Danmarks största andliga krafter, men hade bara få svenska deltagare. Det utgav tidskriften Skandinavisk Museum (7 band, 1798–1803) och fortsättningen Det skandinaviske Literaturselskabs Skrifter (23 band, 1805–1832), bägge med många värdefulla uppsatser.